# Tjålmak (Jokkmokks socken, Lappland, 739192-171412)
Tjålmak är en sjö i Jokkmokks kommun i Lappland och ingår i Luleälvens huvudavrinningsområde.